# Herbert Gargrave
Pour les articles homonymes, voir Gargrave.
Herbert Gargrave (1905-20 novembre 1973) est un homme politique canadienne de la Colombie-Britannique. Il est député provincial social-démocrate de la circonscription britanno-colombienne de Mackenzie de 1941 à 1949.

## Biographie
Né à Londres, Gargrave arrive au Canada en 1928 et s'installe d'abord à Regina en Saskatchewan avant de se rendre à Vancouver l'année suivante. Il sert comme secrétaire de la National Painters' Union et s'associe à l'aile jeunesse du Parti socialiste du Canada. Par la suite il est secrétaire provincial du CCF (Parti social-démocrate) et membre du conseil national de 1938 à 1944.
Après sa défaite en 1949, il s'établie à Toronto où il travaille pour le Congrès du travail du Canada et ensuite comme cadre pour la United Steelworkers (Métallurgistes unis d'Amérique). En mai 1972, il est nommé au tribunal fédéral d'arbitrage des services publics,.
Gargrave meurt à Toronto en novembre 1973 à l'âge de 67 ans et est inhumé au St. John's Norway Cemetery (en),.
Son frère Amnthony, qui le rejoint au Canada lors des bombardements de Londres pendant la Seconde Guerre mondiale, représente aussi la circonscription de Mackenzie à l'Assemblée législative de 1952 à 1966.